# اوک ریج (نیوجرسی)
اوک ریج (به انگلیسی: Oak Ridge) یک منطقهٔ مسکونی در ایالات متحده آمریکا است که در نیوجرسی واقع شده‌است. اوک ریج ۲۶۸ متر بالاتر از سطح دریا واقع شده‌است.